# لیموسانو
لیموسانو (به ایتالیایی: Limosano) یک کومونه در ایتالیا است که در استان کامپوباسو واقع شده‌است.

## خصوصیات
لیموسانو ۲۸٫۱ کیلومترمربع مساحت و ۹۰۰ نفر جمعیت دارد و ۶۸۷ متر بالاتر از سطح دریا واقع شده‌است.